# محمد فاضل الجمالي
محمد فاضل الجمالي (1903 - 1997)، هو وزير وسياسي ومفكر ومؤلف عراقي ألف العديد من الكتب والمقالات في مجال الوحدة العربية والعلوم التربوية.
شغل منصب رئيس وزراء العراق خلال عامي 1953-1954، كما أنه أول شخصية عراقية تحمل شهادة دكتوراه في علوم التربية من جامعة هارفارد ويعتبر من المؤسسين للأمم المتحدة في عام 1945.

## ولادته وعائلته
ولد في محلة القطانة بمدينة الكاظمية ببغداد في 20 نيسان 1903. ينتمي لأسرة دينية مشاركة في سدانة مقام الحضرة الكاظمية ووالده هو الشيخ عباس بن محمد بن جواد الجمالي من ذرية جمال الدين سادن مرقد أبي يوسف في الكاظمية. واسم محمد فاضل هو اسم مركب.

## الدراسة والتعليم
تلقى فاضل الجمالي تعليمه الأولي في مدارس بغداد، وكان يذهب إلى مدرسة الأليانس كل يوم جمعة لاقتناء الكتب الفرنسية وتعلم اللغة الفرنسية من المسيو كوهين، ثم دخل دورة للمعلمين افتتحت للمدارس الابتدائية في بغداد بعد الاحتلال البريطاني عام 1918 وعين بعدها معلما في 19 تشرين الثاني 1918. وزاول مهنة التعليم في المدارس العراقية لمدة أربعة سنوات، وفي عام 1922 سافر إلى بيروت للدراسة في الجامعة الأمريكية والتي رفض أهله في البداية الموافقة على سفره، ولقد نال شهادة بكالوريوس فنون في التربية من الجامعة الأميركية في بيروت عام 1927. ورجع إلى بغداد واشتغل في التدريس في دار المعلمين الابتدائية، ثم أوفد إلى خارج العراق لإكمال دراسته في جامعة كولومبيا بمدينة نيويورك عام 1929.

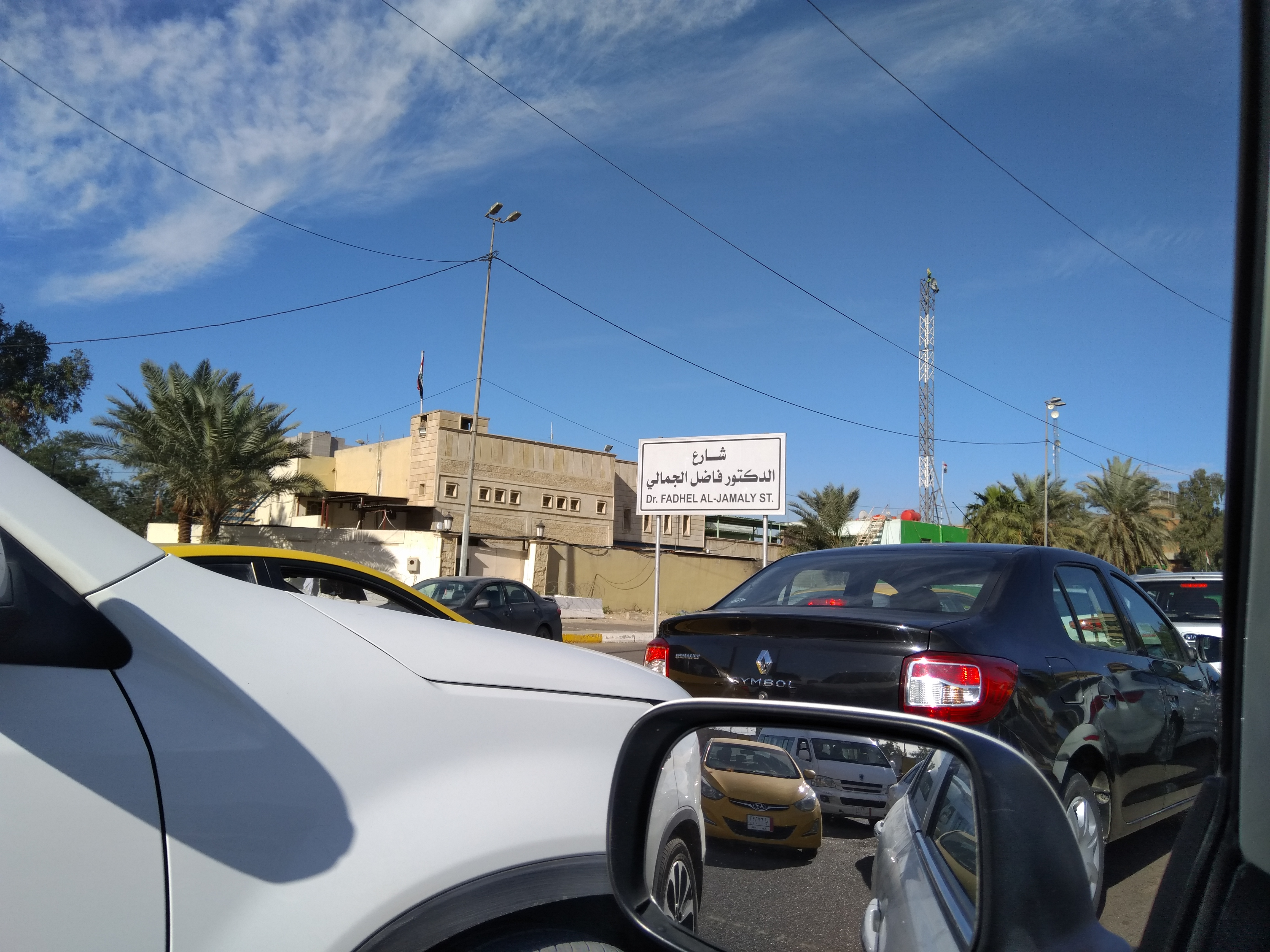
شارع فاضل الجمالي في بغداد

ونال شهادة أستاذ فنون في التربية من كلية المعلمين في جامعة كولومبيا عام 1930، وبعدها حصل على شهادة الدكتوراه في الفلسفة عام 1934، وكان موضوع الأطروحة التي قدمها لنيل شهادة الدكتوراه (العراق الجديد)، ثم منحته جامعة كولومبيا شهادة الدكتوراه الفخرية في القانون عام 1954، وكذلك منحته جامعة بوسطن شهادة الدكتوراه الفخرية عام 1956.

## الأعمال والمناصب

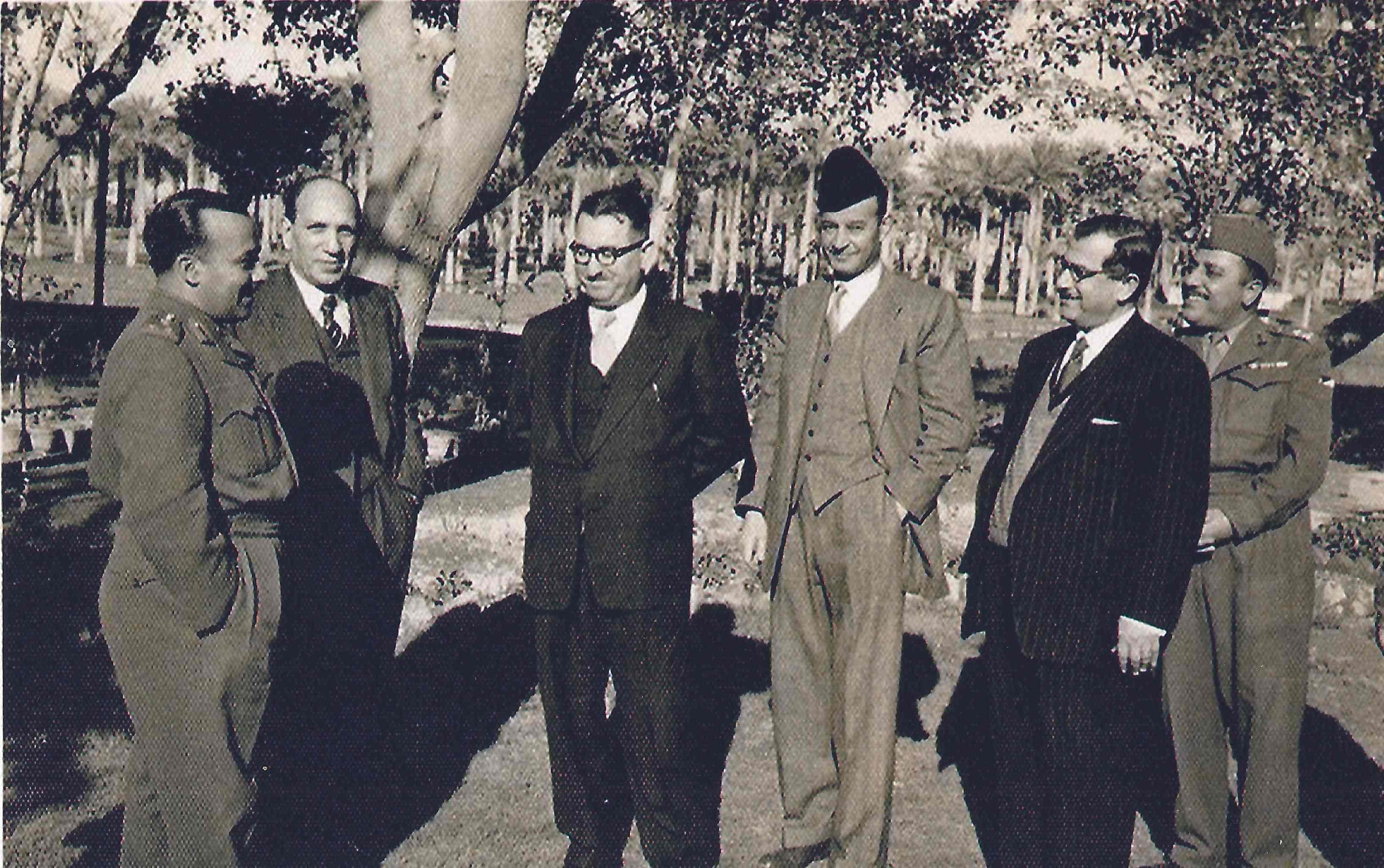
محمد فاضل الجمالي (الثالث من اليسار) وبجانبه موسى كاظم بك (الثاني من اليسار)، في حفل أقيم بمناسبة نقل موسى كاظم بك من منصب متصرف لواء الديوانية إلى مديرية التفتيش ببغداد خلال عهد المملكة العراقية عام 1954

- عين الجمالي بعد حصوله على الشهادة مدرسا في دار المعلمين العالية، وتدرج في المناصب العلمية حيث رقي إلى مرتبة أستاذ.
- رافق فاضل الجمالي اللجنة الأمريكية التي قدمت تقريرا عن حال التعليم إلى شؤون المعارف عام 1932 وترجم تقريرها إلى اللغة العربية.
- في 28 حزيران 1934 عين مديرا عاما للمعارف في بغداد، ثم عين بمنصب رئيسا للتفتيش العام عام 1935.
- أوفد إلى سان فرانسيسكو عندما كان مدير الخارجية عام 1945، مع الوفد العراقي برئاسة أرشد العمري لإعداد ميثاق الأمم المتحدة لكن العمري عاد إلى بغداد وخول الجمالي في التوقيع على الميثاق نيابة عن الحكومة العراقية في حزيران 1945.[7]
- اختير عضوا عاملا في المجمع العلمي العراقي عام 1949.
- استوزر أول مرة في وزارة ارشد العمري في حزيران عام 1946 للخارجية، واستوزر سبع مرات أخرى منذ عام 1946-1952.
- أصبح رئيسا للوزراء من عام 1953-1954.
- انتخب رئيسا لمجلس النواب عام 1952 ولمرتين.
- كان ممثلا للعراق في حفل تأسيس منظمة الأمم المتحدة عام 1945.
- كان من المناضلين في المطالبة باستقلال الدول العربية خاصة دول المغرب العربي من خلال المحافل الدولية الديبلوماسية.
- شارك في العديد من المؤتمرات الدولية، ومثل العراق في أقطار كثيرة، وأسهم في العمل التربوي.
- عين عضوا بمجلس الأعيان في تشرين الأول 1957 ولغاية قيام حركة تموز في 14 تموز 1958.
- أصدر صحيفة يومية سياسية في بغداد باسم العمل في 14 كانون الأول 1957، وعهد برئاسة تحريرها إلى جعفر عباس الحيدري وأعيد تعيينه وزيرا للخارجية في وزارة نوري السعيد الرابعة عشر في آذار 1958، ولغاية 19 أيار 1958.
- عين عضوا في مجلس الاتحاد العربي المؤلف من العراق والأردن في 21 أيار 1958 حتى قيام حركة تموز 1958.
- اعتقل في 14 تموز 1958 وحكم عليه بالإعدام بعد حركة 14 تموز في العراق في 10 تشرين الثاني 1958، ولكن لم يعدم بل عفي عنه، وأطلق سراحه في 14 تموز 1961 بطلب من الرئيس الحبيب بورقيبة.[3]

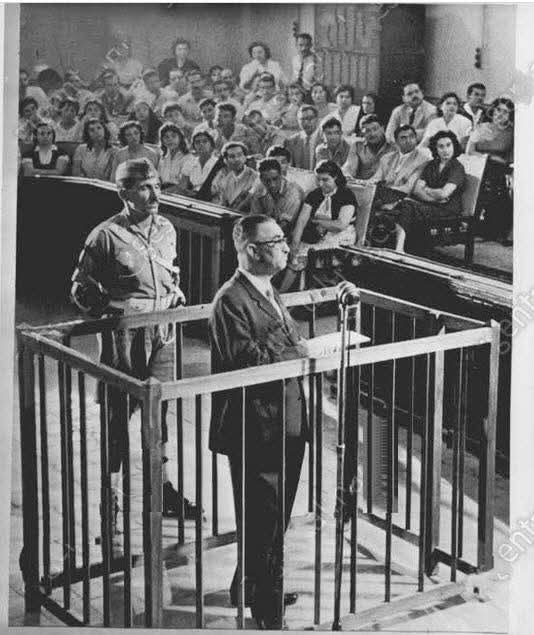
الجمالي في محكمة المهداوي

## أيامه خارج العراق
- سافر الجمالي بعد أطلاق سراحه إلى خارج العراق حيث عاش كلاجيء سياسي في سويسرا، ثم استدعاه الرئيس التونسي الحبيب بورقيبة إلى تونس بعد أن منحه الجنسية التونسية وأكرمه.[8]
- عين في منصب أستاذ فلسفة التربية في جامعة تونس، وأقام في تونس مع زوجته الكندية الأصل.
- ساهم في مؤتمر العالم الإسلامي المنعقد في مكة عام 1965 وترأس اللجنة الثقافية فيه.
- استمر فاضل الجمالي يحاضر ويكتب ويؤلف حتى وفاته، وصدرت له العديد من المؤلفات في تونس، ومنها كتاب فلتشرق الشمس من جديد على الأمة العربية.[9]

## وفاته
توفي الجمالي في تونس في 24 أيار 1997، عن عمر يناهز الخامسة والتسعين عاما.

## من أقواله
كان الجمالي يملك شخصية محترمة يجلّها السياسيون الغربيون، فهو شخص يتمتع بقدرة عالية في التكلم بعدة لغات حيث كان يجيد اللغة الإنكليزية والفارسية والتركية والفرنسية والإيطالية، كما أنه كان من الملتزمين بالدين الإسلامي بالرغم من انفتاحه الفكري. ولقد قال في إحدى مذكراته: «النقص الكبير في الدولة العراقية هو: أننا لم نثقف الشعب العراقي كما يجب. وبصفتي مسؤولاً عن التعليم فأنا أتحمل جزءاً من مسؤولية تدهور التعليم في العراق. لقد اعتمدنا العلمانية في مناهج الدولة وكان هذا خطأ فادحاً، كان يفترض أن يكون التعليم إسلامياً فالعراقيون معظمهم من المسلمين».

## مؤلفاته
لهُ العديد من المؤلفات منها علمية وتربوية ومنها في مجال الوحدة والقومية العربية:
1. العراق الحديث.[13]
2. التعليم الريفي في العراق 1934.
3. التربية والتعليم في تركيا الحديثة.
4. اتجاهات التعليم في ألمانية وانكلترة وفرنسا 1935.
5. اتجاه التعليم في العالم العربي 1935.
6. رسائل من والد في السجن إلى ولده 1963. وقد ترجم هذا الكتاب بنفسه إلى اللغة الإنكليزية وطبعه في لندن بعنوان رسائل عن الإسلام 1965.
7. الفلسفة التربوية في القرآن 1966.
8. دعوة العراق للاتحاد العربي.
9. دعوة إلى الإسلام.
10. العراق بين الأمس واليوم 1954.
11. وجهة التربية والتعليم في العالم العربي وخاصة العراق.
12. ذكريات وعبر من العدوان الصهيوني وأثره في الواقع العربي.
13. مذكرة العراق عن قضية فلسطين.
14. التربية لأجل حضارة متبدلة (ترجمة).
15. آفاق التربية الحديثة في البلاد النامية.
16. الأمة العربية.. إلى أين؟
17. فلتشرق الشمس من جديد على الأمة العربية (لندن دار الحكمة 1996).
18. دروس من تفوق اليابان في حقل التربية والتعليم.
19. دور التربية والتعليم في تعريف الإنسان بحقوقه وواجباته.
20. مأساة الخليج والهيمنة الغربية الجديدة 1992.
21. الخطر الصهيوني.
22. الصهيونية الأمريكية والمأساة الفلسطينية.

## كتب صدرت عنه
- صدر عنه كتاب: (محمد فاضل الجمالي جهاد في سبيل العراق والعروبة والإسلام) لمجموعة من المؤلفين.
- صدر عن المؤسسة العربية للدراسات والنشر كتاب (محمد فاضل الجمالي ودوره السياسي ونهجه التربوي حتى العام 1958) للمؤلف رحيم كاظم الهاشمي.[14]